# 패닉 룸
《패닉 룸》(영어: Panic Room)은 2002년에 개봉한 미국의 영화이다. 실제 사례를 바탕으로 만들어졌으며, 데이비드 켑이 제작과 각본을 맡았고 데이비드 핀처가 연출했다. 조디 포스터, 포리스트 휘터커, 드와이트 요아캄, 자레드 레토, 크리스틴 스튜어트가 출연했다.

## 줄거리
최근 이혼한 메그 알트만과 그녀의 11살 딸 사라가 뉴욕 어퍼 웨스트 사이드의 4층짜리 갈색 건물로 이사한다. 이 집에는 이전 주인이었던 은둔형 백만장자가 설치한 '패닉 룸'이 있다. 이 방은 콘크리트와 강철로 보강되어 있고 두꺼운 강철 문이 달려 있으며, 여러 대의 감시 카메라와 방송 시스템을 갖추고 있다.
메그와 사라가 이사 온 첫날밤, 이전 집주인의 손자인 주니어, 보안 회사 직원인 버넘, 주니어가 고용한 강도 라울, 이렇게 세 명의 남자가 집에 침입한다. 그들의 목적은 패닉 룸 안의 금고에 숨겨진 무기명 채권을 훔치는 것이다. 메그는 밤중에 감시 카메라를 통해 침입자들을 발견하고 사라와 함께 패닉 룸으로 피신한다. 침입자들은 메그와 사라를 나오게 하기 위해 패닉 룸 환풍구에 프로판 가스를 주입한다. 메그는 방화 담요로 몸을 보호하고 가스에 불을 붙여 주니어에게 화상을 입힌다. 메그는 전화선을 연결해 전 남편 스티븐에게 상황을 알리려 하지만 침입자들은 전화를 끊어버린다.
패닉 룸을 뚫으려는 모든 시도가 실패하자, 주니어는 강도를 포기하려 하지만 금고 안에 처음 말했던 것보다 많은 돈이 있다는 사실을 흘린다. 주니어가 떠나려 하자 라울은 그를 쏘아 죽이고 버넘에게 강도를 계속하도록 강요한다. 스티븐이 도착하지만 곧 인질로 잡히고, 라울은 메그가 감시 카메라로 볼 수 있도록 스티븐을 심하게 구타한다. 사라가 당뇨병 발작을 일으키지만, 그녀의 글루카곤 주사기는 침실에 있다.
라울은 메그를 속여 패닉 룸에서 잠깐 나오게 하고 사라의 약을 가지러 간 사이 그들은 사라와 함께 룸 안으로 들어간다. 메그는 약 상자를 던져 주지만 버넘은 문을 닫으면서 실수로 라울의 손을 찧는다. 메그는 버넘에게 사라의 약을 달라고 애원하고 결국 버넘은 약을 준다. 스티븐의 이전 911 전화와 이웃들의 항의로 인해 경찰관 두 명이 집으로 찾아오지만, 메그는 사라를 보호하기 위해 모든 것이 괜찮다고 설득하고 경찰은 돌아간다. 그사이 버넘은 금고를 열어 2,200만 달러 상당의 무기명 채권을 발견한다.
침입자들이 사라를 인질로 잡고 떠나려 하자 메그는 망치로 라울을 계단 아래로 떨어뜨려 공격한다. 버넘이 도망치자 부상당한 라울이 다시 올라와 메그를 제압하고 망치로 내려치려 한다. 사라의 비명을 들은 버넘은 다시 돌아와 라울을 쏘아 죽인다. 메그의 이상한 행동을 눈치챈 경찰들이 다시 출동하여 버넘을 체포한다. 며칠 후 메그와 사라는 고난에서 회복하고 새로운 작은 집을 찾기 위해 신문을 뒤적인다.

## 출연
- 조디 포스터 - 멕 올트먼
- 크리스틴 스튜어트 - 세라 올트먼
- 포리스트 휘터커 - 번햄
- 자레드 레토 - 주니어
- 드와이트 요아캄 - 라울
- 파트리크 보쇼 - 스티븐 올트먼

## 한국판 성우진(KBS) (2004년 11월 27일)
- 송도영 - 맥 알트만(조디 포스터)
- 소연 - 새러(크리스틴 스튜어트)
- 문관일 - 번햄(포리스트 휘터커)
- 홍승섭 - 라울(드와이트 요아캄)
- 양석정 - 주니어(자레드 레토)
- 오수경 - 라디아(앤 매그너슨)
- 윤병화 - 이반(이언 뷰캐넌)
- 이근욱 - 스티븐(파트리크 보쇼)
- 석원희 - 키니(폴 슐즈)
- 변영희 - 경찰 특공대원(폴 사이먼)
- 위훈 - 경찰관(멜 로드리게즈)
- 김정아 - 스티븐의 애인(니콜 키드먼) / 전화 교환원

### KBS판 스태프
- 녹음 - 백광재
- 그래픽 - 권미정
- 편집 - 성수현
- 번역 - 최성연
- 연출 - 김정욱
- 우리말연출 - KBS 미디어

## 같이 보기
- 미국 영화